# 마쓰다이라 다다요시 (도조 마쓰다이라가)
마쓰다이라 다다요시(일본어: 松平忠吉, 덴쇼 8년 음력 9월 10일(1580년 10월 18일) ~ 게이초 12년 음력 3월 5일(1607년 4월 1일))는 아즈치모모야마 시대부터 에도 시대 전기까지의 무장, 다이묘이다. 무사시 오시성주, 오와리 기요스번의 번주를 지냈다. 도쿠가와 이에야스의 4남이며, 마쓰다이라 이에타다에게 입양되었다. 어머니는 사이고노쓰보네이다. 아명은 후쿠마쓰마루(福松丸)이다. 관위는 시모쓰케노카미·사쓰마노카미, 종3위 좌근위권중장이다. 아내는 도쿠가와 사천왕 중 하나인 이이 나오마사의 딸이다.
도토미 하마마쓰성에서 태어났다. 1581년 도조가의 마쓰다이라 이에타다가 사망하자 가독을 계승하여 미카와 도조성 1만 석을 받아 이름을 마쓰다이라 다다야스(松平忠康)로 고쳤다. 1582년 스루가 누마즈성의 4만 석으로 전봉되었다. 도쿠가와 이에야스가 관동으로 전봉되면서 1592년 무사시 오시성주가 되었으며, 성인식을 거친 후 다다요시(忠吉)로 개명하였다. 1600년 세키가하라 전투에서 동군으로 참전, 후쿠시마 마사노리의 선봉대와 격돌하여 시마즈 도요히사를 생포하는 공을 세웠고, 오와리 기요스번의 52만 석으로 전봉되었다. 1607년 에도에서 28세의 나이로 세상을 떠났다.